# Demonax quinquecinctus
Demonax quinquecinctus är en skalbaggsart som beskrevs av Aurivillius 1922. Demonax quinquecinctus ingår i släktet Demonax och familjen långhorningar. Inga underarter finns listade i Catalogue of Life.